# La Neuville-à-Maire

La Neuville-à-Maire este o comună în departamentul Ardennes din nordul Franței. În 1 ianuarie 2022 avea o populație de 111 de locuitori.